# Åkerlund & Rausing

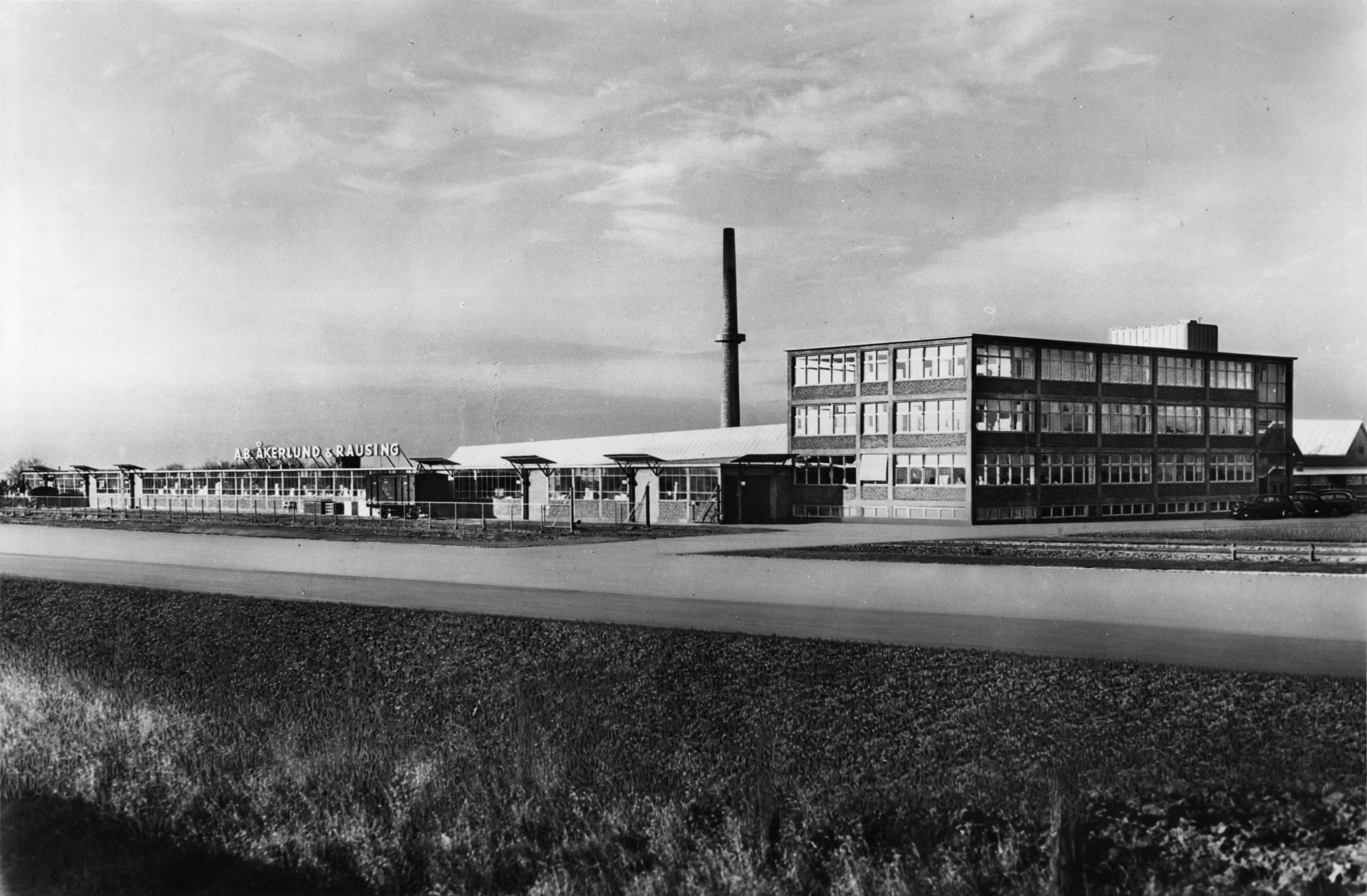
Anläggningen i Lund

Åkerlund & Rausing är ett svenskt förpackningsföretag, grundat 1929 av Erik Åkerlund och Ruben Rausing. 
Ruben Rausing hade fram till 1929 arbetat på Esselte med förpackningsfrågor. Erik Åkerlund hade samma år sålt sitt tidskriftsförlag till Bonniers, och var den som stod för startkapitalet medan Rausing stod för kunnandet. Företaget bildades i slutet av 1929 sedan man övertagit Axel Seiersen & Co, som tillverkat kapslar och omslag för cigaretter och kanisterpåsar med firmanamn för kaffeblandningar i förhyrda lokaler vid Östergatan i Malmö. Nyåret 1930 började man sin verksamhet i lokalerna i Malmö. En av företagets första framgångar blev färdigförpackat mjöl i kraftpapperförpackningar. Tidigare hade mjölet levererats till handelsbodarna i 100-kilos mjölsäckar, och förvarats i trälårar i butiken för att vägas upp till enskilda kunder. 1933 hade Rausing tjänat ihop tillräckligt med pengar för att kunna lösa ut Åkerlund från företaget. Sommaren 1939 flyttade företagets huvudkontor till Lund, men fabriken i Malmö behölls.
Utvecklingen gick snabbt framåt. 1935 passerade man 2 miljoner i omsättning, 1939 4 miljoner. 1945 skedde en första utbyggnad av fabriken i Lund, och samtidigt ökade omsättningen till 12 miljoner kronor. Krigsåren gav förpackningarna vind i seglen; ransoneringarna innebar att varumängderna behövde kontrolleras bättre, och lösviktsförsäljning av mjöl, socker, salt med flera basvaror förbjöds. Tetra Pak grundades 1951 som ett dotterbolag till Åkerlund & Rausing. 
Företaget var under många år ledande inom förpackningsindustrin i Sverige och företaget hade sin glansperiod under tiden från dess grundande till 1980-talet. Företaget har även ett samarbete med Tetra Pak idag, där det agerar som underleverantör. Tillsammans med Tetra Pak utgör Åkerlund och Rausing en stor del av förpackningsindustrin i Sverige.

## A&R Carton
I januari 2000 bildades företaget A&R Carton ur Åkerlund & Rausing, verksamt som leverantör av vikbara kartonger och förpackningsmaskiner. 2011 slogs A&R Carton samman med Flextrus och bytte namn till ÅR Packaging. 2015 förvärvade man det amerikanska företaget MeadWestvacos (MWV) europeiska tobaksförpackningsverksamhet. Bolaget har sitt huvudkontor i Lund med en omsättning på knappt 5 miljarder kronor, 2200 anställda och 16 produktionsanläggningar i Europa och Ryssland. Bolaget ägs av riskkapitalbolaget Ahlström Capital (64%), Accent Equity Partners (34%) och ledningen (2%).